# Bomolocha scutellaris
Bomolocha scutellaris är en fjärilsart som beskrevs av Augustus Radcliffe Grote 1873. Bomolocha scutellaris ingår i släktet Bomolocha och familjen nattflyn. Inga underarter finns listade i Catalogue of Life.